# A Christmas Album (Amy Grant)
A Christmas Album è il primo album natalizio della cantante statunitense Amy Grant, album pubblicato nel 1983 su etichetta Myrrh Records.
L'album, prodotto da Brown Bannister , contiene in tutto 11 brani. Tra questi, figurano  alcuni classici come Hark! The Herald Angels Sing, Angels We Have Heard on High, O Little Town of Bethlehem, The Christmas Song, Sleigh Ride e Veni, Veni, Emmanuel.
L'album è stato ripubblicato nel 1985 su etichetta A&M Records  e in CD nel 1993 su etichetta RCA  e nel 2007 su etichetta Sparrow Records .

## Tracce
Lato A
1. Tennessee Christmas – 4:33
2. Hark! The Herald Angels Sing – 2:54
3. Preiset Dem Konig! – 1:37
4. Emmanuel – 2:45
5. Little Town – 2:52
6. Christmas Hymn – 2:38

Lato B
1. Love Has Come – 4:05
2. Sleigh Ride – 3:34
3. The Christmas Song – 3:46
4. Heirlooms – 3:47
5. A Mighty Fortress/Angels We Have Heard on High – 5:01